# Splanchnonema scoriadeum
Splanchnonema scoriadeum är en svampart som tillhör divisionen sporsäcksvampar, och som först beskrevs av Fr., och fick sitt nu gällande namn av Margaret E. Barr. Splanchnonema scoriadeum ingår i släktet Splanchnonema, och familjen Pleomassariaceae. Arten är reproducerande i Sverige.